# Sean Moore (muzikant)
Sean Anthony Moore (Pontypool, 30 juli 1968) is een Welsh drummer voor de alternatieve rockband Manic Street Preachers.

## Biografie
Moore woonde in hetzelfde huis als zijn neef James Dean Bradfield. Samen met Nicky Wire en Richey James Edwards vormden ze de Manic Street Preachers. Samen met Bradfield schreef hij de muziek terwijl Wire en Edwards de teksten voor hun rekening namen. Hij speelt naast drums ook trompet. Zijn trompetsolo in Kevin Carter is waarschijnlijk de bekendste.
Moore wordt gezien als het 'stille lid' van de Manics. Hij geeft niet vaak interviews en speelt geen grote rol in de muziekclips. Hij viel in de beginjaren wel op door zijn lange haar en vrouwelijk uiterlijk, waarvoor hij vaak aangezien werd.
Hij is getrouwd met Rhian in 2000 en heeft drie kinderen.

- MusicBrainz: 53a3be67-6afb-4314-ac65-3947cf57667e
- Nationale Bibliotheek van Tsjechië: ola2002152815
- Virtual International Authority File: 84965945